# (18022) Pepper
(18022) Pepper (1999 JN127) – planetoida z pasa głównego asteroid okrążająca Słońce w ciągu 4,71 lat w średniej odległości 2,81 j.a. Odkryta 13 maja 1999 roku.